# Hans von Türckheim
Hans Freiherr von Türckheim (27 de mayo de 1853, Karlsruhe - 7 de febrero de 1920, ibíd.) fue un abogado, naturalista y recolector botánico alemán.

## Biografía
Después de haber completado sus estudios de jurisprudencia, el Barón Türckheim abandonó Alemania en 1877 y pasó los siguientes 30 años como productor de café y cónsul alemán en Cobán, Guatemala. Realizó extensas exploraciones botánicas de ese país y, después de regresar a Alemania en 1908, Ignatz Urban le pidió que llevase a cabo una exploración botánica de las montañas de lo que entonces era Santo Domingo (ahora, La Española), lo que hizo en los años 1909-10.
Sus colecciones de Guatemala fueron descritas por John Donnell Smith John Donnell Smith John Donnell Smith en su Enumeratio Plantarum Guatemalensium y sus plantas de La Española fueron tratadas en el volumen VIII de Urban Symbolae Antillanae.

## Honores
Defendió su patria durante la guerra del año 1871 hasta la última estallada el 14 de julio de 1914 y falleció el 7 de febrero de 1920. También desempeñó el cargo de Vicecónsul del Imperio Alemán en Cobán (Alta Verapaz) en el año 1889. Don Manuel Lisandro Barillas General de División y Presidente Constitucional de la República de Guatemala, ordenó y mandó que se tuviera a Hans Von Türckheim como Vicecónsul del Imperio Alemán en Cobán y se le guardaran las consideraciones debidas a su cargo, quedando sujeto a las leyes del país en todos sus asuntos particulares. Esto fue realizado el 24 de septiembre de 1889.[cita requerida]

### Eponimia
Género
- (Arecaceae) Tuerckheimia Dammer ex Donn.Sm.[3]

Especies
- (Amaranthaceae) Gomphrena tuerckheimii Uline & W.L.Bray[4]

- (Amaranthaceae) Telanthera tuerckheimii Vatke ex Uline & W.L.Bray[4]

- (Capparaceae) Capparidastrum tuerckheimii (Donn.Sm.) Hutch.[5]

- (Euphorbiaceae) Pleradenophora tuerckheimiana (Pax & K.Hoffm.) A.L.Melo & Esser[6]

- (Euphorbiaceae) Sapium tuerckheimianum Pax & K.Hoffm.[7]

- (Orchidaceae) Psilochilus tuerckheimii Kolan. & Szlach.[8]
- La abreviatura «Türckh.» se emplea para indicar a Hans von Türckheim como autoridad en la descripción y clasificación científica de los vegetales.[9]